# Вузол орбіти

Площини орбіти і екліптики з позначеним висхідним вузлом орбіти, низхідний вузол орбіти — віддалена точка перетину цих площин.

Вузол орбіти — одна з двох діаметрально протилежних точок, в яких орбіта будь-якого небесного тіла перетинається з деякої умовної площиною, яка виступає як система відліку, а також геоцентрична проєкція цієї точки на небесну сферу. Такою площиною для планет Сонячної системи і Місяця є площина екліптики. Для відстеження ШСЗ зазвичай використовують екваторіальну систему координат і, відповідно, площину небесного екватора. Оскільки таких точок дві, розрізняють висхідний і низхідний вузли орбіти. Для незамкнутих орбіт (параболічних і гіперболічних) можуть існувати обидва вузла або один з вузлів може формально перебувати в нескінченності.
- ☊ Висхідний вузол орбіти (також його називають північний) — точка, в якій, тіло, що рухається по орбіті, перетинає умовну площину в північному напрямку (тобто переходить з південної півкулі небесної сфери в північну). Назва пов'язана з тим, що для спостерігача в північній півкулі рух відбувається знизу вгору, тобто є «висхідним».
- ☋ Низхідний вузол орбіти (також його називають південний) — точка, в якій, тіло, що рухається по орбіті, перетинає умовну площину в південному напрямку (тобто переходить з північної півкулі небесної сфери в південну). Назва пов'язана з тим, що для спостерігача в північній півкулі рух відбувається згори донизу, тобто є «низхідним».

Лінія вузлів — пряма, що з'єднує висхідний і низхідний вузли орбіти. Збурення орбіти внаслідок несферичності центрального об'єкта, впливу інших тіл, тощо призводять до прецесії лінії вузлів.
В астрономії планетні вузли мають велике значення. Довгота висхідного вузла — один з шести фізичних елементів орбіти, що визначають положення в просторі тіла, що володіє орбітальним рухом. Таке явище, як проходження Меркурія або Венери по диску Сонця, має місце при нижньому сполученні відповідної планети з Сонцем, коли воно відбувається в безпосередній близькості від одного з вузлів цієї планети. Сонячне затемнення має місце, коли геоцентричне з'єднання Місяця і Сонця (новий місяць) відбувається поблизу одного з місячних вузлів, а місячне затемнення — коли вздовж осі цих вузлів відбувається їх протистояння (тобто повний місяць). Всі перераховані явища виявляються можливі тому, що в цих ситуаціях три небесних тіла вибудовуються в просторі практично точно в одну лінію.